# Championnat de Suède de hockey sur glace 1980-1981
Saison précédente Saison suivante
1980-1981 est la sixième saison de l'Elitserien, le championnat élite de hockey sur glace en Suède. L'équipe du  Skellefteå AIK remporte la saison régulière et le Färjestads BK remporte les séries éliminatoires.

## Saison régulière
| Place | Équipe             | PJ | V  | N | D  | BP  | BC  | Pts |
| ----- | ------------------ | -- | -- | - | -- | --- | --- | --- |
| 1er   | Skellefteå AIK     | 36 | 22 | 5 | 9  | 166 | 128 | 49  |
| 2e    | AIK Solna          | 36 | 21 | 7 | 8  | 156 | 119 | 49  |
| 3e    | Färjestads BK      | 36 | 17 | 6 | 13 | 155 | 120 | 40  |
| 4e    | Västra Frölunda IF | 36 | 18 | 4 | 14 | 149 | 146 | 40  |
| 5e    | IF Björklöven      | 36 | 17 | 5 | 14 | 139 | 123 | 39  |
| 6e    | Djurgårdens IF     | 36 | 15 | 2 | 19 | 141 | 142 | 32  |
| 7e    | Brynäs IF          | 36 | 13 | 6 | 17 | 130 | 146 | 32  |
| 8e    | MoDo AIK           | 36 | 12 | 3 | 21 | 137 | 163 | 27  |
| 9e    | Leksands IF        | 36 | 10 | 7 | 19 | 124 | 160 | 27  |
| 10e   | Södertälje SK      | 36 | 10 | 5 | 21 | 132 | 189 | 25  |

### Meilleurs pointeurs de la saison
| N°  | Joueur             | Équipe     | B  | A  | Pts |
| --- | ------------------ | ---------- | -- | -- | --- |
| 1.  | Mats Näslund       | Brynäs     | 17 | 25 | 42  |
| 2.  | Thomas Steen       | Färjestad  | 16 | 23 | 39  |
| 3.  | Tore Ökvist        | Björklöven | 23 | 14 | 37  |
| 4.  | Roland Stoltz      | Skellefteå | 18 | 19 | 37  |
| 5.  | Erkki Laine        | Leksand    | 30 | 6  | 36  |
| 6.  | Glenn Johansson    | Södertälje | 19 | 17 | 36  |
| 7.  | Thomas Rundqvist   | Färjestad  | 15 | 19 | 34  |
| 8.  | Thomas Hedin       | Skellefteå | 18 | 15 | 33  |
| 9.  | Lars-Erik Ericsson | AIK        | 19 | 13 | 32  |
| 10. | Göran Lindblom     | Skellefteå | 14 | 17 | 31  |

## Séries éliminatoires
|  | Demi-finales       | Demi-finales |               |   | Finale | Finale |
|  | Demi-finales       | Demi-finales |               |   | Finale | Finale |
|  |                    |              |               |   |        |        |
|  |                    |              |               |   |        |        |
|  |                    |              |               |   |        |        |
|  | Skellefteå AIK     | 1            |               |   |        |        |
|  | Skellefteå AIK     | 1            |               |   |        |        |
|  | Färjestads BK      | 2            |               |   |        |        |
|  | Färjestads BK      | 2            | Färjestads BK | 3 |        |        |
|  |                    |              | Färjestads BK | 3 |        |        |
|  |                    | AIK Solna    | 1             |   |        |        |
|  | AIK Solna          | AIK Solna    | 1             | 2 |        |        |
|  | AIK Solna          |              |               | 2 |        |        |
|  | Västra Frölunda IF | 0            |               |   |        |        |
|  | Västra Frölunda IF | 0            |               |   |        |        |

### Effectif vainqueur
| Champion de Suède Färjestads BK | Gardiens de but : Håkan Hermansson, Hannu Lassila Défenseurs : Peter Loob, Tommy Möller, Lars-Göran Nilsson, Håkan Nordin, Jörgen Palm, Hans-Åke Rosendahl, Tommy Samuelsson, Lars Zetterström Attaquants : Robin Eriksson, Jan Ingman, Gunnar Johansson, Håkan Loob, Harald Lückner, Dan Mohlin, Thomas Rundqvist, Claes-Henrik Silfver, Thomas Steen, Jan Vestberg Entraîneur : Conny Evensson |

## Équipe d'étoiles
| Gardien de but | Peter Lindmark (Timrå)      | Peter Lindmark (Timrå)      | Peter Lindmark (Timrå)      | Peter Lindmark (Timrå)   | Peter Lindmark (Timrå) | Peter Lindmark (Timrå) |
| Défenseurs     | Peter Helander (Skellefteå) | Peter Helander (Skellefteå) | Peter Helander (Skellefteå) | Stig Östling (Brynäs)    | Stig Östling (Brynäs)  | Stig Östling (Brynäs)  |
| Attaquants     | Anders Håkansson (AIK)      | Anders Håkansson (AIK)      | Thomas Steen (Färjestad)    | Thomas Steen (Färjestad) | Mats Näslund (Brynäs)  | Mats Näslund (Brynäs)  |

## Trophées
- Guldpucken – Peter Lindmark, Timrå IK
- Trophée Håkan-Loob – Erkki Laine, Leksands IF